# Кеттель, Николас
Николас Кеттель (17 декабря 1925, Дюделанж — 7 апреля 1960, Люксембург) — люксембургский футболист, который играл на позиции нападающего.

## Биография
Кеттель начал карьеру футболиста сразу после окончания войны в клубе из родного города «Ф91 Дюделанж». В 1948 году он перешёл в швейцарский «Янг Бойз», за который выступал пять лет, после чего вернулся в родной клуб, где играл до 1960 года.
Со сборной Люксембурга он принимал участие в Олимпийских играх 1948 года. В предварительном раунде он забил гол в ворота Афганистана, сделав свой вклад в самую крупную победу в истории сборной Люксембурга — 6:0. Люксембург выбыл в первом раунде, потерпев поражение от будущего финалиста, Югославии, со счётом 6:1, причём до 57-й минуты матча команда Кеттеля вела.
В 1949 году Кеттель сыграл один матч в рамках квалификации к чемпионату мира 1950 против Швейцарии, его команда потерпела поражение со счётом 3:2. В квалификации к чемпионату мира 1958 года Кеттель сыграл четыре матча: два против Австрии и столько же против Нидерландов. От Австрии последовало два сухих поражения со счётом 7:0 и 3:0 соответственно, от Нидерландов также были два поражения с разницей в три мяча (4:1 и 5:2).
Кеттель погиб в возрасте 34 лет в автокатастрофе.